# Reynaldo Piñeda
Reynaldo Felipe Piñeda García mit Spitznamen El Chino genannt (* 6. August 1978 in San Pedro Sula) ist ein ehemaliger honduranischer Fußballspieler, welcher auf seiner Position im Mittelfeld aktiv war.

## Karriere

### Verein
Nachdem er mit 15 Jahren bei Independiente Villela unter Chelato Uclés debütierte, zog es ihn später zu Deportes Savio, wo er bis 2001 verlieb und mit zu den besten Torschützen gehörte. Weiter ging es dann erst zu Real España, welche er nach einem besseren Angebot aber in Richtung CD Victoria verließ. Dort gab es für ihn jedoch interne Probleme und so legte er erst einmal eine Pause vom Fußball ein. Später schloss er sich für die Saison 2007/08 nochmal dem Villanueva FC. Für seine letzte Saison kehrte er ins Oberhaus zurück, wo er nochmal für den kurzlebigen Klub Atletico Gualala aktiv war.

### Nationalmannschaft
Sein Debüt in der honduranischen A-Nationalmannschaft gab er am 15. November 2000 bei einem 7:0-Sieg über St. Vincent und die Grenadinen, als er zur 64. Minute für José Luis Pineda eingewechselt wurde. Nach einem weiteren Freundschaftsspieleinsatz gehörte er auch zum Turnierkader der Mannschaft bei der Copa América 2001 und kam bei der 0:2-Halbfinalniederlage gegen Kolumbien und dem Spiel um Platz drei zum Einsatz. Nach dem Turnier erhielt er keine weiteren Einsätze im Nationalteam mehr.